# خدایا، بنازم به عظمتت
خدایا، بنازم به عظمتت (انگلیسی: God you are Great) یا خدایا تو بزرگی فیلمی هندی در سبک رمانتیک و فانتزی است که در سال ۲۰۰۸ منتشر شد. از بازیگران آن می‌توان به سلمان خان، پریانکا چوپرا، آمیتاب باچان، و سهیل خان اشاره کرد.این فیلم در روز ۱۵ اوت ۲۰۰۸ به اکران در‌آمد.
این فیلم بر اساس فیلم آمریکایی بروس قادر مطلق ساخته شده‌است.

## داستان
آرون پراجاپاتی( سلمان خان) کارمند یک شبکهٔ تلویزیونی است که مدام در زندگی بدشانسی می آورد و برای همین همیشه از دست خدا شاکی است.تا این که یک روز با توطئه یکی از همکارانش نمی‌تواند نمونه کارش را اجرا کند و برای همین از کارش اخراج می‌شود.او شروع به گلایه به خداوند می‌کند و دعای خیر مادرش را به سمت آسمان پرتاب می‌کند.
روز بعد تلفن او زنگ می زند و از او می‌خواهد تا برای کار به یک هتل بیایید او به آن جا می‌رود ولی هتل فقط ۱۵ طبقه است و او در طبقه ۱۸ قرار دارد.او وقتی به آن جا می‌رود می‌بیند که خدا او را احضار کرده‌است.خدا(آمیتاب باچان) قدرت‌های خود را برای ۱۰ روز به آرون می‌دهد او در ۹ روز اول فقط مشکلات شخصی و خانوادگی خود را حل می‌کند ولی در پایان روز نهم وقتی خدا از او می پرسد چه کار کرده‌است؟ آرون کارهایش را شرح می‌دهد و خدا می‌گوید پس با این قدرت برای مردم چه کار کرده‌است ؟ آرون که یک روز فرصت دارد قول می‌دهد تا به کارهای مردم هم رسیدگی کند.
فردا صبح وقتی می‌خواهد صداها ودعای مردم را بشنود نمی‌تواند این همه دعا و صدا را تحمل کند و برای راحتی خودش درخواست همه را قبول می‌کند.روز بعد آرون یک فرد عادی شده وقدرتش را از دست داده است ولی وقتی از خانه می‌رود می‌بیند هرج و مرج همه جا را فرار گرفته‌است.همهٔ زندانی‌ها آزاد شده‌اند وهمه شرکت کنندگان در کنکور نفر اول و قبول شده‌اند و حتی خواهرش با مردی که در شان او نیست ازدواج کرده‌است، این وضع به این خاطر است که همه به آرزوهای خود رسیده‌اند.حتی نامزد آرون که آلیا کاپور(پریانکا چوپرا) نام دارد قرار است با رقیب آرون یعنی راکی(سهیل خان) ازدواج کند.او به محل عروسی می‌رود در همان زمان دزدهای مسلح که به تازگی از زندان آزاد شده‌اند به محل عروسی می آیند و آلیا را می‌کشند.
آرون دوباره به دیدار خدا میرود و به اشتباه بودن کارش اعتراف می‌کند و خدا زمان را به ۱۰ روز قبل باز می‌گرداند.آرون که حالا یک فرد عادی است به محل کارش می‌رود و با اثبات بی گناهی خود کارش را پس می‌گیرد و همچنین عشقش به آلیا را اثبات می‌کند.

## گیشه فروش
این فیلم به غیر از چند مورد معدود، از لحاظ فروش عملکرد خوبی نداشت و توسط گیشه هند یک فیلم ناموفق اعلام گردید.